# Vertrauensperson (Gewerkschaft)
Eine Vertrauensperson der Gewerkschaft ist eine ehrenamtlich tätige Person im Betrieb, die von den Gewerkschaftsmitgliedern gewählt wird und die jeweilige Gewerkschaft im Betrieb repräsentiert. Ein gewerkschaftlicher Vertrauensmann oder eine gewerkschaftliche Vertrauensfrau arbeiten im Betrieb mit mehreren gewerkschaftlichen Vertrauensleuten zusammen, die sich regelmäßig treffen und ihre Arbeit im Betrieb mit der Gewerkschaft abstimmen.

## Geschichte
Lange bevor erstmals Betriebsräte gewählt wurden, waren die Gewerkschaften schon Ende des 19. Jahrhunderts im Betrieb aktiv. Es gab in den Betrieben Sprecher bzw. Sprecherinnen der Gewerkschaft oder sogar Ausschüsse von aktiven Gewerkschafterinnen und Gewerkschaften. Erst im Jahr 1920 wurden auf der Grundlage eines Gesetzes in den Betrieben Betriebsräte gewählt. Hier gab es auch Kräfte, die die Betriebsräte von den Gewerkschaften isolieren wollten. Auch nach der Wahl von Betriebsräten existieren in zahlreichen Betrieben die bisherigen Vertrauensleutesysteme weiter.
In der Nazi-Zeit waren Gewerkschaften und Betriebsräte verboten.
Nach 1945 wurden die Gewerkschaften in Deutschland neu aufgebaut. Auf der Grundlage von Gesetzen der alliierten Besatzungsmächte wurden Betriebsräte gewählt. 1952 wurde das Betriebsverfassungsgesetz verabschiedet, bei dem der Schwerpunkt auf den Betriebsräten lag und die Gewerkschaften im Betrieb nur am Rande erwähnt wurden. Daraufhin entschlossen sich in den 1950er Jahren mehrere Gewerkschaften in den Betrieben Vertrauensleute-Strukturen aufzubauen. Die gewerkschaftlichen Vertrauensleute arbeiten eigenständig und stimmen ihre Aktivitäten mit der jeweiligen Gewerkschaft und den Betriebsräten ab.

## Vertrauensleute in der chemischen Industrie
In der chemischen Industrie existiert als eine Besonderheit die Institution der betrieblichen Vertrauensleute. Sie werden in den größeren Chemie-Betrieben von allen Beschäftigten, unabhängig von ihrer Gewerkschaftszugehörigkeit, gewählt. Sie sollen in regelmäßigen Gesprächen die Verbindung zwischen Belegschaft und Betriebsrat einerseits und zwischen Belegschaft und Betriebsführung andererseits herstellen. Daneben existieren gewerkschaftliche Vertrauensleute, die nur von Gewerkschaftsmitgliedern gewählt werden. In der Vergangenheit hat das Nebeneinander dieser beiden Typen von Vertrauensleuten heftige Konflikte in der zuständigen Gewerkschaft, der IG Chemie, Papier, Keramik, ausgelöst.

## Vertrauensleute in der Metall-, Elektro- und Stahlindustrie

### Stellenwert und Aufgaben
Nicht in allen, aber in sehr vielen Betrieben aus dem Bereich der IG Metall werden regelmäßig aus dem Kreis der Gewerkschaftsmitglieder im Betrieb Vertrauensleute gewählt. Beispielsweise wurden bei der Vertrauensleutewahl im Jahr 2016 im Bereich der IG Metall rund 75.000 Vertrauensleute gewählt, von denen rund 48.000 keine Funktion nach dem Betriebsverfassungsgesetz hatten. In rund 85 % der Großbetriebe mit mehr als 1000 Beschäftigten wurden Vertrauensleute gewählt. In Klein- und Mittelbetrieben liegt dieser Prozentsatz deutlich niedriger. Die IG Metall strebt an, in möglichst vielen Betrieben neben dem Betriebsrat auch gewerkschaftliche Vertrauensleute wählen zu lassen. So wurden im Jahr 2016 in 466 Betrieben erstmals Vertrauensleute gewählt. In Betrieben ohne gewerkschaftliche Vertrauensleute wird die Gewerkschaftsarbeit durch die Gewerkschaftsmitglieder im Betriebsrat getragen. Die Arbeit der Vertrauensleute findet aufgrund einer „Richtlinie zur Vertrauensleutearbeit“ des Vorstandes der IG Metall statt.
In den Betrieben, in denen gewerkschaftliche Vertrauensleute gewählt wurden, ist eine intensivere und verbreiterte Gewerkschaftsarbeit möglich, die die Belegschaft stärker an Entscheidungsprozessen beteiligt. Vertrauensleute werden für einzelne Abteilungen oder Bereiche des Betriebes von den Gewerkschaftsmitgliedern gewählt. Wenn im Produktionsbereich Schichtarbeit vereinbart ist, kommt es auch darauf an, dass in den einzelnen Bereichen jede Schichtgruppe einen Vertrauensmann oder eine Vertrauensfrau wählt. Gerade in Großbetrieben kommen beispielsweise auf 1000 Beschäftigte lediglich ein bis zwei Betriebsratsmitglieder. Durch die Wahl von gewerkschaftlichen Vertrauensleuten besteht die Möglichkeit, dass alle IG Metall-Mitglieder eine/n Ansprechpartner »vor Ort« haben. Die gewerkschaftspolitische Bedeutung der Vertrauensleutearbeit liegt darin, dass die Gewerkschaft zusammen mit den Vertrauensleuten eigenständig agieren kann, ohne an die Grenzen des Betriebsverfassungsgesetzes gebunden zu sein. Eine zentrale Aufgabe der Vertrauensleute liegt in der Mitgliedergewinnung, um so die gewerkschaftlichen Handlungsbedingungen im Betrieb zu verbessern.
Die Vertrauensleute vertreten die Politik und die Positionen der Gewerkschaft, gewährleisten eine entsprechende Informations- und Öffentlichkeitsarbeit und beteiligen die Gewerkschaftsmitglieder im Betrieb an der Willensbildung. Dies spielt gerade bei Tarifrunden eine entscheidende Rolle. In der Phase der Forderungsaufstellung debattieren Vertrauensleute mit den Gewerkschaftsmitgliedern im Betrieb über die Höhe der Tarifforderung, informieren über die Beschlüsse der Tarifkommission und den Verhandlungsverlauf. Falls es in Tarifrunden erforderlich ist, den Druck auf die Unternehmer zu erhöhen, rufen die Gewerkschaften ihre Mitglieder zu Warnstreiks auf. In der Vorbereitung und Durchführung von Warnstreiks spielen die Vertrauensleute eine entscheidende Rolle. Gerade hier wird die gewerkschaftliche Bedeutung deutlich. Das Gremium »Betriebsrat« darf gemäß § 74 Abs. 2 BetrVG nicht zu Arbeitskampfmaßnahmen aufrufen. Wenn die Gewerkschaft zu Warnstreiks oder Streiks aufruft, liegt die Mobilisierung in den Händen der Vertrauensleute bzw. der örtlichen Geschäftsstelle der Gewerkschaft. Auch die Betriebsratsmitglieder können jedoch im Rahmen des § 74 Abs. 3 BetrVG einen Aufruf zum Warnstreik der Gewerkschaft unterstützen.
Vor einer Betriebsratswahl wird eine Wahlliste der IG Metall aufgestellt. Über diese Liste und insbesondere über die Reihenfolge der Kandidatinnen und Kandidaten wird auf einer Versammlung der Vertrauensleute abgestimmt.

### Wahl
Die Wahl der gewerkschaftlichen Vertrauensleute erfolgt alle vier Jahre im Betrieb durch die Mitglieder der IG Metall. Die Wahl des jeweiligen Vertrauensmanns bzw. der Vertrauensfrau erfolgt getrennt für einzelne Abteilungen, Schichten bzw. Bereiche. Alle gewerkschaftlichen Vertrauensleute wählen nach der Wahl eine sog. Vertrauenskörperleitung (VK-Leitung oder auch VKL).

### Gewerkschaftliche Vertrauensleute und Betriebsrat
Gewerkschaftliche Vertrauensleute und der Betriebsrat arbeiten in einem Betrieb eng zusammen, sind aber eigenständig und haben unterschiedliche Aufgaben, was in der folgenden Übersicht deutlich wird:
| Gewerkschaftliche Vertrauensleute | Betriebsrat |
| --- | --- |
| Wahl durch die Gewerkschaftsmitglieder im Betrieb | Wahl durch alle Beschäftigten im Betrieb |
| Grundlage: Richtlinien für die Vertrauensleutearbeit der Gewerkschaft | Grundlage: Betriebsverfassungsgesetz (BetrVG) |
| Zusammenarbeit mit dem Betriebsrat auf der Grundlage der Richtlinien für Vertrauensleutearbeit | Zusammenarbeit mit den gewerkschaftlichen Vertrauensleuten aufgrund von § 2 BetrVG |
| Vor der Betriebsratswahl: Aufstellung des Wahlvorschlages (Liste) der Gewerkschaft | Nach der Betriebsratswahl: Arbeit als Betriebsratsmitglied |
| Ausgewählte Aufgaben: - Interessenvertretung der Gewerkschaftsmitglieder im Betrieb; - Erläuterung der Positionen und Forderungen der Gewerkschaft; - Werbung von neuen Gewerkschaftsmitgliedern; - Beteiligung der Gewerkschaftsmitglieder an der internen Willensbildung der Gewerkschaft; - Informations- und Öffentlichkeitsarbeit der Gewerkschaft; - Diskussion der Forderungsaufstellung in Tarifrunden; - Organisation von Warnstreiks in Tarifrunden | Ausgewählte Aufgaben: - Interessenvertretung der Beschäftigten im Betrieb; - Überwachung der Einhaltung von Gesetzen, Tarifverträgen usw. - Nutzung von Informations-, Beratungs- und Mitbestimmungsrechten des Betriebsverfassungsgesetzes; - Beratung von einzelnen Beschäftigten, wobei auf die Vorteile einer Gewerkschaftsmitgliedschaft hingewiesen werden kann; - Verhandlungen mit dem Unternehmer; - Abschluss von Betriebsvereinbarungen |

## Vertrauensleute in der Gewerkschaft ver.di
Für die Vertrauensleutearbeit in der Gewerkschaft ver.di ist 2019 das „Handbuch für Vertrauensleute und Aktive in ver.di“ erschienen.